# Kate Havnevik
Kate Havnevik (ur. 27 października 1975) – norweska wokalistka i autorka piosenek, pochodząca z Oslo w Norwegii.
9 października 2004 roku wzięła udział w nagrywaniu albumu Mono Band, projektu Mono Band gitarzysty zespołu The Cranberries, Noela Hogana. Jej debiutancki, inspirowany muzyką elektroniczną i trip hopem, album Melankton został wydany w marcu 2006 roku w cyfrowej postaci na iTunes i w kwietniu 2006 jako fizyczna płyta CD w Norwegii, zanim otrzymał międzynarodową licencję pod koniec tego samego roku. Kate Havnevik wydała EP Me jesienią 2009 podczas przygotowywania swojego drugiego albumu, zatytułowanego You.

## Dyskografia

### Albumy studyjne
- 2006: Melankton (rok wydania w Polsce: 2010)
- 2011: You
- 2014: Residue
- 2015: &i